# Hampton (Nou Hampshire)
Hampton és una població dels Estats Units a l'estat de Nou Hampshire. Segons el cens del 2007 tenia 15.390 habitants.

## Demografia
Segons el cens del 2000, Hampton tenia 14.937 habitants, 6.465 habitatges, i 4.034 famílies. La densitat de població era de 442,6 habitants per km².
Dels 6.465 habitatges en un 26,1% hi vivien nens de menys de 18 anys, en un 50,6% hi vivien parelles casades, en un 0% dones solteres, i en un 37,6% no eren unitats familiars. En el 30% dels habitatges hi vivien persones soles el 9,7% de les quals corresponia a persones de 65 anys o més que vivien soles. El nombre mitjà de persones vivint en cada habitatge era de 2,28 i el nombre mitjà de persones que vivien en cada família era de 2,86.
Per edats la població es repartia de la següent manera: un 21,4% tenia menys de 18 anys, un 5,4% entre 18 i 24, un 30,5% entre 25 i 44, un 28% de 45 a 60 i un 14,7% 65 anys o més.
L'edat mediana era de 41 anys. Per cada 100 dones de 18 o més anys hi havia 92,6 homes.
La renda mediana per habitatge era de 54.419$ i la renda mediana per família de 66.000$. Els homes tenien una renda mediana de 46.727$ mentre que les dones 31.695$. La renda per capita de la població era de 29.878$. Entorn del 4,5% de les famílies i el 5,9% de la població estaven per davall del llindar de pobresa.

## Poblacions més properes
El següent diagrama mostra les poblacions més properes.